# Kastell Abrud
Kastell Abrud (antike Namen: Alburnus Maior, Alburnus Minor, Auraria Daciae, Auraria Maior und Abruttus) war ein römisches Hilfstruppenlager auf dem Gebiet der Stadt Abrud (deutsch: Großschlatten), Gemeinde Roșia Montană/Kreis Alba in der rumänischen Region Siebenbürgen. In antiker Zeit lag es in der römischen Provinz Dacia Apulensis, seine Besatzung war mit der Bewachung der Goldminen von Alburnus Maior betraut.

## Lage
Das Bodendenkmal liegt nordöstlich der Stadt in der Flur „Cetate“ auf einem Hochplateau. Der Kastellplatz lässt sich gut als erhöhtes Viereck im Gelände erkennen. In antiker Zeit hatte die Kastellbesatzung die Aufgabe, die nahe gelegenen Goldbergwerke zu bewachen.

## Archäologische Befunde
Bei den archäologischen Ausgrabungen, die 1977 bis 1978 unter der Leitung von Vasile Moga durchgeführt wurden, konnte nur eine einzige Bauphase festgestellt werden. Hierbei handelt es sich um ein Holz-Erde-Lager mit einem rechteckigen Grundriss und den Achsmaßen von rund 40 m mal 50 m, was einer überbauten Fläche von 02, Hektar entspricht. Mit dieser Größe ist das Lager als Numeruskastell anzusprechen, das zur Unterbringung eines ein bis maximal zwei Zenturien starken Numerus gedient hat. Mit seinen Seiten war das Lager etwa in die vier Himmelsrichtungen ausgerichtet. Umwehrt war es von einer 3,5 m breiten und 1,7 m hohen Holz-Erde-Mauer, vor der als Annäherungshindernis ein einzelner, 2,9 m breiter und 1,9 m tiefer Graben verlief. Über die Torbauten und etwaige Türme sowie die Innenbebauung ist nichts bekannt. Der Name der in dem Kastell stationierten Truppe ist nicht überliefert. Anfangs- und Enddatierungen sind aufgrund des zu geringen Fundmaterials nicht möglich, mit seiner einfachen und erosionsanfälligen Bauweise dürfte das Lager nicht allzu lange bestanden haben.

## Fundverbleib und Denkmalschutz
Die Aufbewahrung der archäologischen Funde aus dem Kastell Abrud erfolgt im Muzeul Unirii in Alba Iulia (Karlsburg).
Die gesamte archäologische Stätte und im Speziellen das Kastell stehen nach dem 2001 verabschiedeten Gesetz Nr. 422/2001 als historische Denkmäler unter Schutz und sind mit dem LMI-Code AB-I-s-B-00006 in der nationalen Liste der historischen Monumente (Lista Monumentelor Istorice) eingetragen. Zuständig ist das Ministerium für Kultur und nationales Erbe (Ministerul Culturii și Patrimoniului Național), insbesondere das Generaldirektorat für nationales Kulturerbe, die Abteilung für bildende Kunst, die Nationale Kommission für historische Denkmäler sowie weitere, dem Ministerium untergeordnete Institutionen. Ungenehmigte Ausgrabungen sowie die Ausfuhr von antiken Gegenständen sind in Rumänien verboten.